# Escándalo de Sixto de Borbón

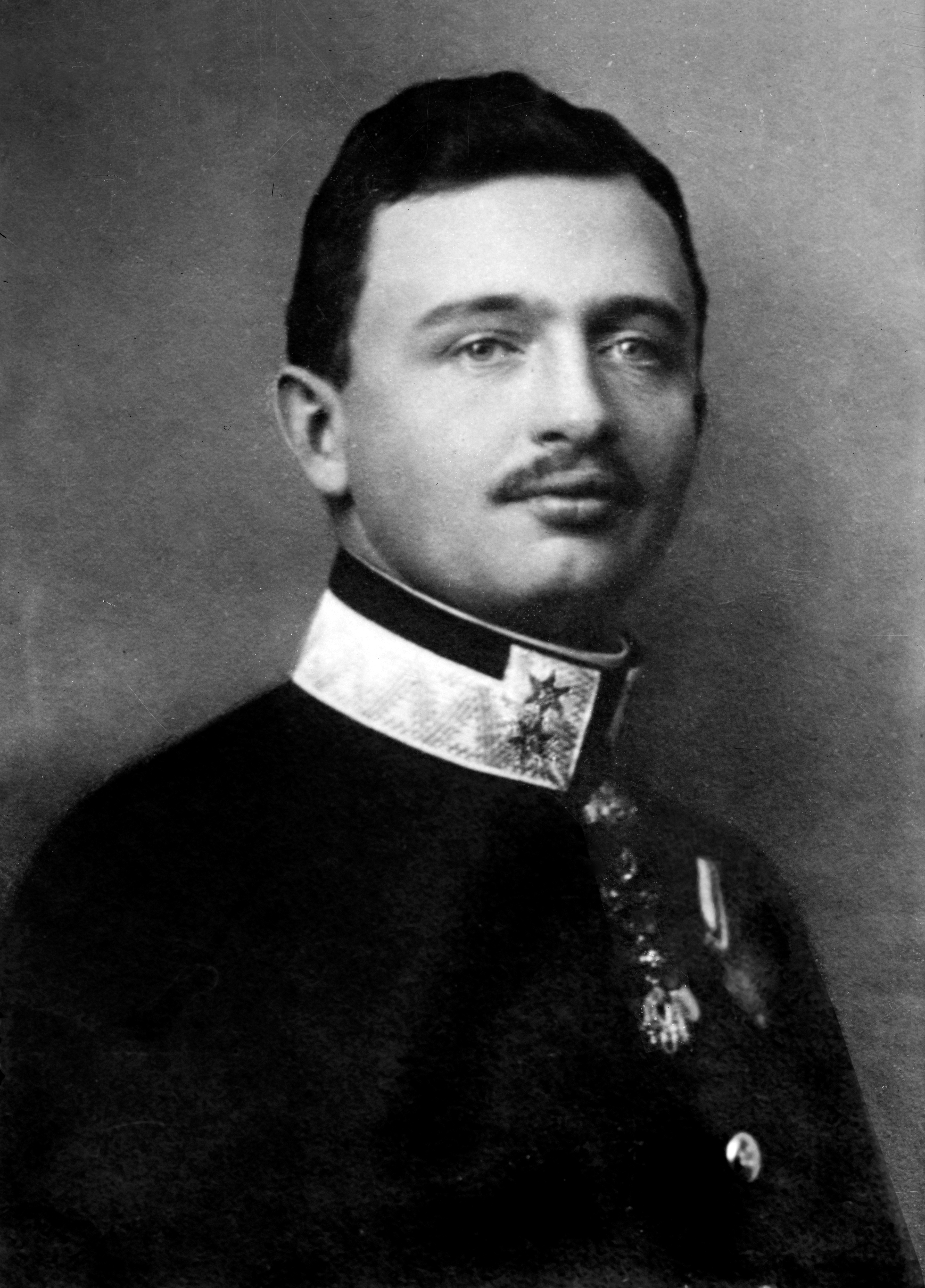
El archiduque Carlos de Austria, quien más tarde será el emperador Carlos I de Austria.

El escándalo de Sixto de Borbón fue el nombre que recibió el escándalo público que se produjo al conocerse las negociaciones secretas que el emperador austrohúngaro Carlos había llevado a cabo con el presidente francés a espaldas de su aliado el Imperio alemán durante la Primera Guerra Mundial. Recibió su nombre del enviado del emperador, su cuñado el príncipe Sixto de Borbón-Parma, hermano mayor de su esposa. La publicación de las negociaciones llevaron a la dimisión del ministro de Asuntos Exteriores austrohúngaro y al fin de la independencia de facto del imperio respecto de Alemania.

## Antecedentes
El 21 de noviembre de 1916, el joven emperador Carlos sucedió a su anciano predecesor Francisco José y, animado por su esposa y consciente de la crisis del Estado, trató de alcanzar una paz negociada con la Entente. Para ello solicitó la ayuda de su amigo de la infancia, su cuñado y hermano mayor de su esposa, el príncipe Sixto de Borbón-Parma, que residía en París.

## Conversaciones y escándalo
El 24 de marzo de 1917, el emperador escribió una carta en francés dirigida teóricamente a su cuñado pero que este debía transmitir al presidente francés, Raymond Poincaré. En ella el emperador se mostraba dispuesto a cumplir las exigencias de la Entente, salvo las de Rusia (inmersa en la Revolución de Febrero) y las secretas del Tratado de Londres con Italia.
Con la recepción de la carta comenzaron las charlas entre los Aliados y las conversaciones con los austrohúngaros. Sin embargo, la intransigencia del ministro de Asuntos Exteriores austrohúngaro Czernin, los cambios en la situación bélica y la agudización de la crisis interna en Austria-Hungría llevaron a los Aliados a endurecer sus condiciones para aceptar una paz separada: exigieron la federalización del imperio. Estancadas las conversaciones que habían comenzado en agosto de 1917, Czernin las dio por acabadas en febrero de 1918, sin fruto alguno.
El Gobierno francés, que no deseaba dañar la imagen del emperador, que parecía inclinado a lograr la paz, mantuvo las conversaciones en secreto hasta que el 2 de abril de 1918 Czernin afirmó públicamente que los franceses habían solicitado conversaciones de paz a los austrohúngaros. Irritado por la falsedad, Poincaré aireó los detalles de las negociaciones el 13 de abril.

## Consecuencias
El inmediato escándalo político llevó a Czernin a dimitir fulminantemente. El emperador, por su parte, hubo de explicar la situación a su aliado el emperador Guillermo II de Alemania y perdió todo margen de maniobra política.
La Entente abandonó su reticencia a desmembrar el imperio y el 29 de junio de 1918 el Gobierno francés reconoció al comité nacional checoslovaco y su derecho a la independencia, seguido poco después por los Gobiernos británico y estadounidense.